# Danh sách cầu thủ tham dự Cúp bóng đá Trung Mỹ 1993
Đây là danh sách các đội hình tham dự Cúp bóng đá Trung Mỹ 1993 ở Tegucigalpa, Honduras, từ 5 đến 9 tháng 3 năm 1993.

## Costa Rica
Huấn luyện viên: Juan José Gámez
| Số | Vt | Cầu thủ              | Ngày sinh (tuổi) | Số trận | Câu lạc bộ |
| -- | -- | -------------------- | ---------------- | ------- | ---------- |
|    | TM | Erick Lonnis         |                  |         |            |
|    | TM | Paul Mayorga         |                  |         |            |
|    | HV | Alexánder Gómez      |                  |         |            |
|    | HV | Rónald González      |                  |         |            |
|    | HV | Edwin Barquero       |                  |         |            |
|    | HV | Maximilian Peynado   |                  |         |            |
|    | HV | Reynaldo Parks       |                  |         |            |
|    | HV | Germán Rodríguez     |                  |         |            |
|    | TV | Floyd Guthrie        |                  |         |            |
|    | TV | Rándall Row          |                  |         |            |
|    | TV | Kénneth Paniagua     |                  |         |            |
|    | TV | Juan Carlos Arguedas |                  |         |            |
|    | TV | Hárold López         |                  |         |            |
|    | TV | Rolando Velásquez    |                  |         |            |
|    | TĐ | Rolando Fonseca      |                  |         |            |
|    | TĐ | Rónald Gómez         |                  |         |            |
|    | TĐ | Javier Astúa         |                  |         |            |
|    | TĐ | Michael Myers        | April 1, 1968    |         |            |

## El Salvador
Huấn luyện viên:

## Honduras
Huấn luyện viên: Estanislao Malinowski
| Số | Vt | Cầu thủ               | Ngày sinh (tuổi)            | Số trận | Câu lạc bộ      |
| -- | -- | --------------------- | --------------------------- | ------- | --------------- |
|    | TM | Wilmer Cruz           | 18 tháng 12, 1965 (29 tuổi) |         | Motagua         |
|    | TM | Belarmino Rivera      | 18 tháng 12, 1965 (29 tuổi) |         | Motagua         |
|    | HV | Arnold Cruz           | 22 tháng 12, 1970 (24 tuổi) |         | Toluca          |
|    | HV | Tomás Róchez          | 22 tháng 12, 1970 (24 tuổi) |         | Toluca          |
|    | HV | Marco Antonio Anariba | 22 tháng 12, 1970 (24 tuổi) |         | Toluca          |
|    | TV | Mauricio Fúnez        | 23 tháng 6, 1967 (28 tuổi)  |         | Alajuelense     |
|    | TV | Luis Enrique Cálix    | 23 tháng 6, 1967 (28 tuổi)  |         | Alajuelense     |
|    | TV | Gilberto Yearwood     | 2 tháng 5, 1976 (19 tuổi)   |         | Real Valladolid |
|    | TV | Alex Pineda Chacón    | 24 tháng 2, 1963 (32 tuổi)  |         | Real España     |
|    | TĐ | Nicolás Suazo         | 9 tháng 1, 1965 (30 tuổi)   |         | Herediano       |
|    | TĐ | Eugenio Dolmo Flores  | 31 tháng 7, 1965 (30 tuổi)  |         | Petrotela       |
|    | TĐ | Carlos Pavón          | 9 tháng 10, 1973 (22 tuổi)  |         | San Luis        |

## Panama
Huấn luyện viên: